# Katedra Najświętszego Różańca w Cuttack
Katedra Najświętszego Różańca w Cuttack jest rzymskokatolicką katedrą w indyjskim mieście Cuttack oraz siedzibą arcybiskupa Cuttack-Bhubaneswar i główną świątynią archidiecezji Cuttack-Bhubaneswar. Katedra znajduje się przy ulicy Cantonment Road.
Parafia powstała w 1850. Kościół został wybudowany wkrótce potem. W dniu 1 czerwca 1937 otrzymała godność katedry diecezji Cuttack, w dniu 24 stycznia 1974 godność archikatedry archidiecezji Cuttack-Bhubaneswar.